# Rue René-Panhard
La rue René-Panhard est une voie du 13e arrondissement de Paris.

## Situation et accès
La rue René-Panhard, située dans le quartier de la Salpêtrière, débute au no 18, rue des Wallons et se termine au no 19, boulevard Saint-Marcel.
Elle est accessible par les lignes 5 à la station Saint-Marcel.

## Origine du nom
Le nom de la rue rend hommage au constructeur automobile René Panhard (1841-1908), dont les usines Panhard et Levassor se trouvaient à proximité.

## Historique
Cette rue est ouverte en 1910 sur l'emplacement de l'ancien marché aux chevaux installé à cet emplacement de 1877 à 1908. Elle prend son nom actuel par un arrêté du 16 juillet 1912. 

## Bâtiments remarquables et lieux de mémoire
- L'Institut de paléontologie humaine au no 1.
- Vassilis Alexakis situe une grande partie de l'action de son roman Le Premier Mot (2010) dans un studio du no 4 de la rue ainsi que dans l'Institut de paléontologie qui lui fait face[2].

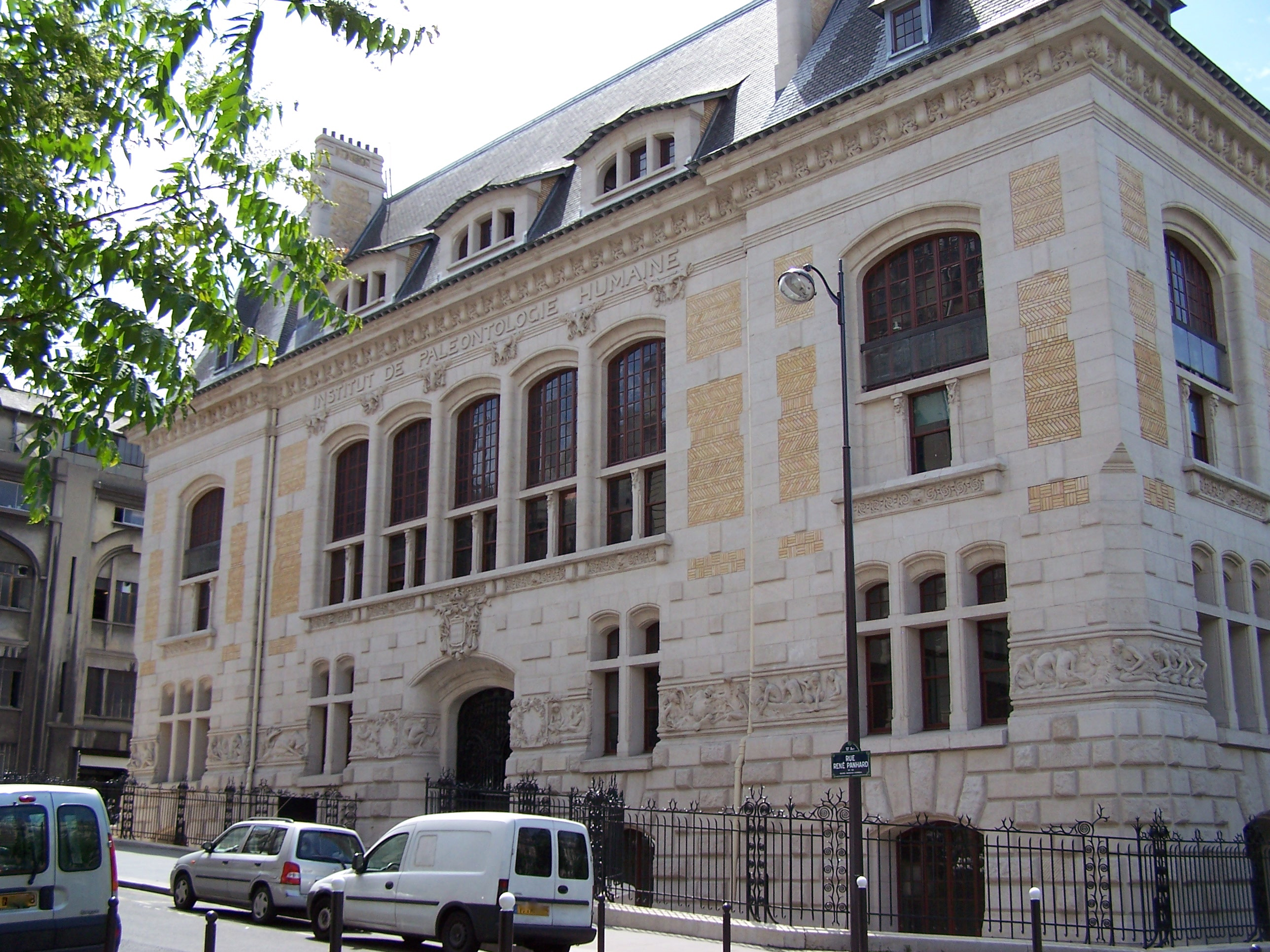
Vue de l'Institut de paléontologie humaine.